# مصطفی کاشانی رسا
مصطفی کاشانی رسا، یکشنبه شب  ۲۲ خرداد ۱۳۸۸ هنگام سردادن شعار الله اکبر روی پشت بام ستاد انتخاباتی میرحسین موسوی، در اثر تهاجم نیروهای بسیجی حامی دولت کشته شد. مهاجمین به ساختمان ستاد، پس از شلیک گلوله به طرف وی، او را از بالای بام ستاد به پائین پرتاب کردند و در اثر شدت جراحات وارده جان سپرد . او تنها فرزند ذکور خانواده اش بود ودو خواهر بزرگتر از خود داشت . خانواده وی در اثر فشار و تهدید نیروها، نتوانستند مراسم ختم و بزرگداشت او را در مسجد نزدیک محل سکونت برپا دارند ولذا به‌ناچار مراسم ختم او در مسجدی در سیدخندان برگزار شد.